# Mariówka
Mariówka – wieś w Polsce położona w województwie mazowieckim, w powiecie przysuskim, w gminie Przysucha.
W latach 1975–1998 miejscowość administracyjnie należała do województwa radomskiego.
W Mariówce znajduje się zgromadzenie sióstr służek, które prowadzą prywatne, koedukacyjne liceum ogólnokształcące, prywatne gimnazjum oraz publiczną szkołę podstawową im. św. Królowej Jadwigi. Od 2011 roku również Dzieło Pomocy Chorym „Promień”.
Wierni Kościoła rzymskokatolickiego należą do parafii Nawiedzenia Najświętszej Maryi Panny w Smogorzowie.